# 西和磨
西 和磨（にし かずま、1995年8月10日 - ）は、ジャパンラグビーリーグワンリコーブラックラムズ東京に所属するラグビー選手。

## プロフィール
- 富山県出身[1]。
- ポジションはプロップ(PR)。
- 身長 180 cm、体重 112 kg
- ニックネームはかずま。
- オールスターゲームの対抗戦選抜に選ばれたことがある[2]

## 略歴
12歳からラグビーを始めた。
2014年、京都成章高校卒業後、帝京大学に入る。
2018年、帝京大学卒業後、リコーブラックラムズ(現・リコーブラックラムズ東京)に加入。
2020年1月12日にジャパンラグビートップリーグ第1節Honda HEAT戦に途中出場で公式戦初出場を果たす。